# Col·lectius de Treballadors
Els Col·lectius de Treballadors (CCTT) fou un sindicat impulsat pel Partit Socialista d'Alliberament Nacional dels Països Catalans (PSAN). Fins aquell moment els militants del PSAN eren sindicats majoritàriament a les Comissions Obreres, encara clandestines; però també hi havia militants a la Unió Sindical Obrera i a la Confederació Nacional de Treball.

## Història
Els CCTT foren fundats el maig de 1977 a Arenys de Munt, sota l'epígraf «Cap al Sindicat de Catalunya» i definit com a sindicat de classe, nacional, de base comarcal, assembleari i internacionalista. Encara que es van presentar a les eleccions sindicals, van participar en comitès d'empresa i en comitès de vaga, sempre van prioritzar el seu caràcter assembleari, de manera que allà on tenien majoria en el comitè les decisions d'aquest sempre havien de quedar supeditades a les decisions preses en assemblea pel conjunt dels treballadors de l'empresa o del ram. En les eleccions sindicals de 1978, els CCTT del Principat van aconseguir 70 delegats.
Pel que fa a la negociació de convenis col·lectius, els CCTT sempre van defensar que aquests fossin d'àmbit català (àmbit comarcal o regional-català), cosa que els va dur a vegades a enfrontar-se als grans sindicats que començaven a prioritzar l'àmbit estatal espanyol. Aquest va ser el cas, per exemple, en el conflicte a arts gràfiques per a la negociació del conveni, en les assemblees del metall preparatòries del conveni «provincial» de Barcelona, o en el de la cinteria (tèxtil) a la comarca del Bages.
En general va tenir implantació considerable a les comarques on el PSAN tenia major presència, però la militància del sindicat va anar molt més enllà dels estrictes militants del PSAN, sobretot a mesura que els CCTT s'anaven donant a conèixer a través de la seva participació en diferents lluites. Així, els principals nuclis dels CCTT van ser a les comarques del Maresme, Osona, Bages, Barcelona, Baix Llobregat, Baix Maestrat i Tarragona. En moltes altres comarques també hi va tenir afiliació, però en menor nombre. Per sectors, la principal implantació va ser en els sectors del metall, tèxtil, arts gràfiques, química i banca. Els mestres que eren militants del PSAN, però, van militar sindicalment a la USTEC. Al País Valencià, el PSAN també va impulsar-hi, paral·lelament, la creació dels CCTT «Cap al Sindicat del País Valencià», que s'havien de coordinar de tu a tu amb els CCTT del Principat, i va ser present amb afiliació en nombroses comarques, com la ja esmentada del Baix Maestrat. A partir de 1979 inicià una política de convergència amb altres formacions sindicals, i així a Osona s'integrà dins el Sindicat de Treballadors d'Osona (STO), i el 1980 participà en la fundació de la Confederació Sindical de Treballadors de Catalunya (CSTC), de la qual, després de diferents recorreguts, en van acabar sorgint els dos sindicats independentistes actuals: la Intersindical-CSC i la Coordinadora Obrera Sindical.
Tot i l'ús de les mateixes sigles, CCTT, els Col·lectius de Treballadors no s'han de confondre amb els Comitès de Treballadors, que es van constituir molts anys després.